# قلب انگشت

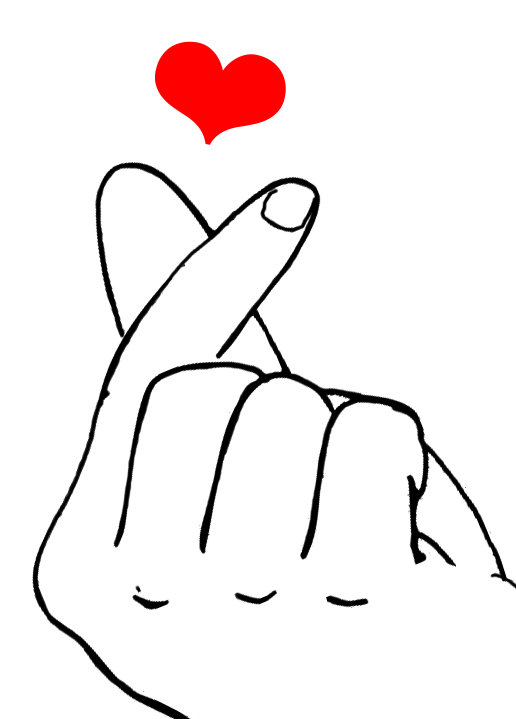
قلب انگشتی

قلب انگشت یا قلب انگشتی (به انگلیسی: Finger heart) یا ژست قلب کوچک (انگلیسی: Mini heart)، روندی است که در کره جنوبی رایج شد و در آن انگشت اشاره و شست مانند یک ضربه محکم به هم می‌رسند و یک قلب کوچک را تشکیل می‌دهند. این ژست توسط آیدل‌های کی-پاپ رایج شد که اغلب از این ژست برای ابراز عشق و قدردانی خود به طرفداران خود استفاده می‌کردند. در یونی‌کد با نقطه کد U+1FAF0 🫰 به‌عنوان «دست با انگشت اشاره و شست ضربدری» نشان داده می‌شود.

## استفاده عمومی
قبل از پیدایش قلب‌های انگشتی، ساختن قلب‌های کوچک با دو دست یا ساختن قلب‌های بزرگ با بالا بردن و خمیدگی هر دو دست در بالای سر رایج بود. به‌طور معمول حرکات قلب با استفاده از هر دو دست و بازو در سراسر جهان انجام می‌شود اما ساختن قلب با استفاده از انگشت‌های دست به دلیل ارتباط آن با ظهور فرهنگ پاپ کره جنوبی، قلب‌های انگشتی کره‌ای نیز نامیده می‌شود.
در کره جنوبی، این نماد در میان افراد مشهور کره‌ای (بازیگران و خوانندگان) و طرفداران آن‌ها است و عموماً با استفاده از انگشت شست و اشاره اجرا می‌شود.
اگرچه ممکن است نمونه‌های مختلفی از قلب‌های انگشتی از قبل از سال ۲۰۱۰ پیدا شود (یعنی در عکس دوران کودکی جی دراگون، نوازنده کی‌پاپ) اما قلب‌های انگشتی برای اولین بار توسط کیم هه-سو بازیگر و خواننده کره‌ای محبوبیت یافت. سپس در انجمنی کی-پاپ توسط نام ووهیون از گروه پسرانه اینفینیت در سال ۲۰۱۱.

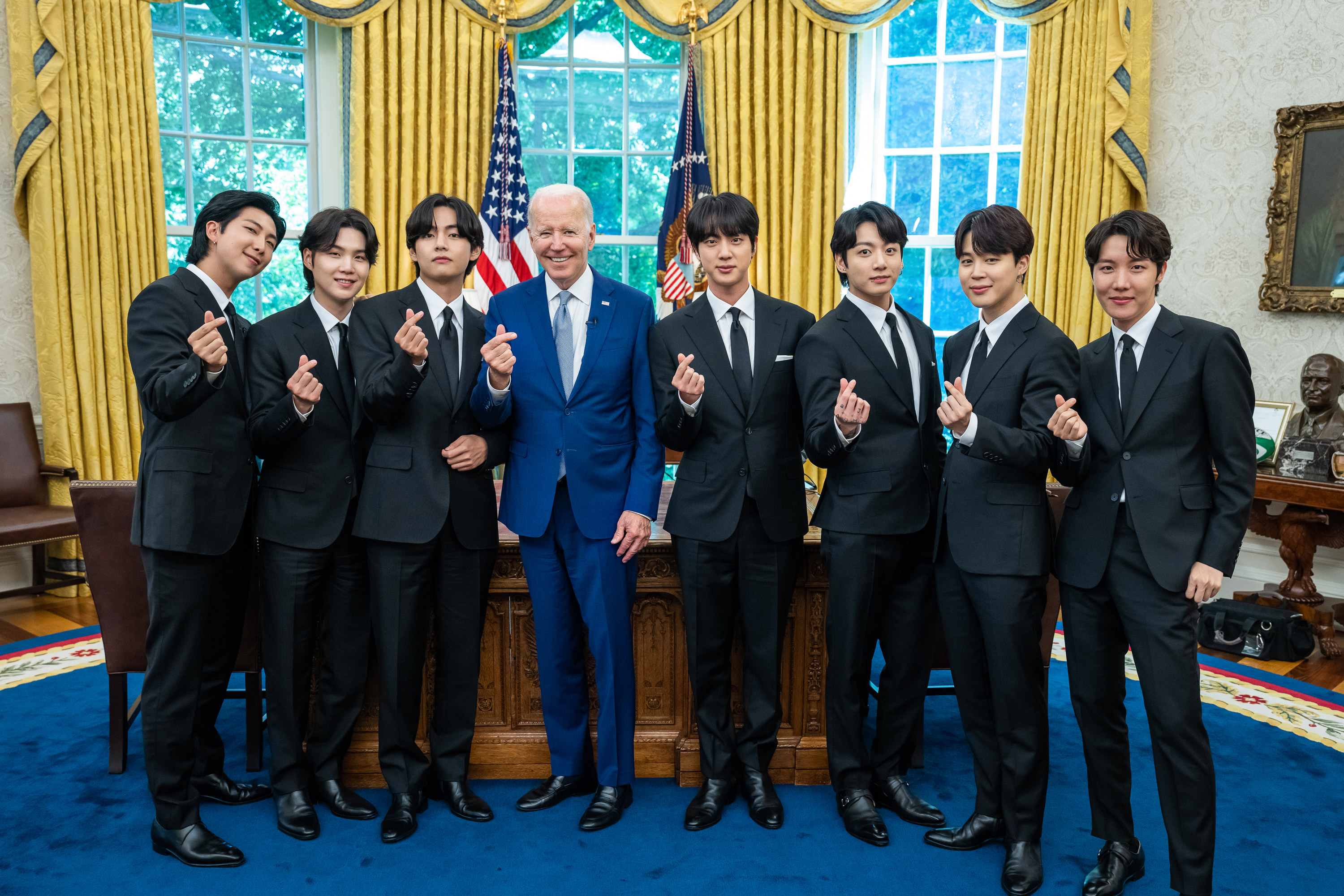
جو بایدن و بی‌تی‌اس در سال ۲۰۲۲ این ژست را انجام می‌دهند.

ژست انگشت شست و اشاره به دلیل محبوبیت موسیقی کی‐پاپ و درام‌های کره‌ای در سراسر آسیا محبوب شده است و به‌طور فزاینده‌ای در سایر نقاط جهان به عنوان عاملی از موج کره‌ای. همین‌طور به شکل ویژه‌ای در کی پاپ خوانندگانی مانند: جی دراگون و سای، و به علاوه گروه‌هایی مانند: اکسو و بی‌تی‌اس، این حرکت را در بین مخاطبان بین‌المللی به طرز گسترده‌تری محبوب کرده‌اند.
در طول بازی‌های المپیک زمستانی ۲۰۱۸ در پیونگ‌چانگ، شرکت پوشاک آمریکایی: نورث فیس، دستکش‌هایی با آستین‌های برجسته شست و اشاره برای برجسته کردن این نماد ارائه کرد.
در سال ۲۰۲۱ قلب انگشتی به یونی‌کد ۱۴٫۰ و ایموجی ۱۴٫۰ با کد کد U+1FAF0 🫰 به عنوان «دست با انگشت اشاره و شست ضربدری» اضافه شد.
برای مثال در ژاپن، این ژست به‌طور گسترده توسط استریمرها در اینستاگرام استفاده می‌شود.

## نگارخانه

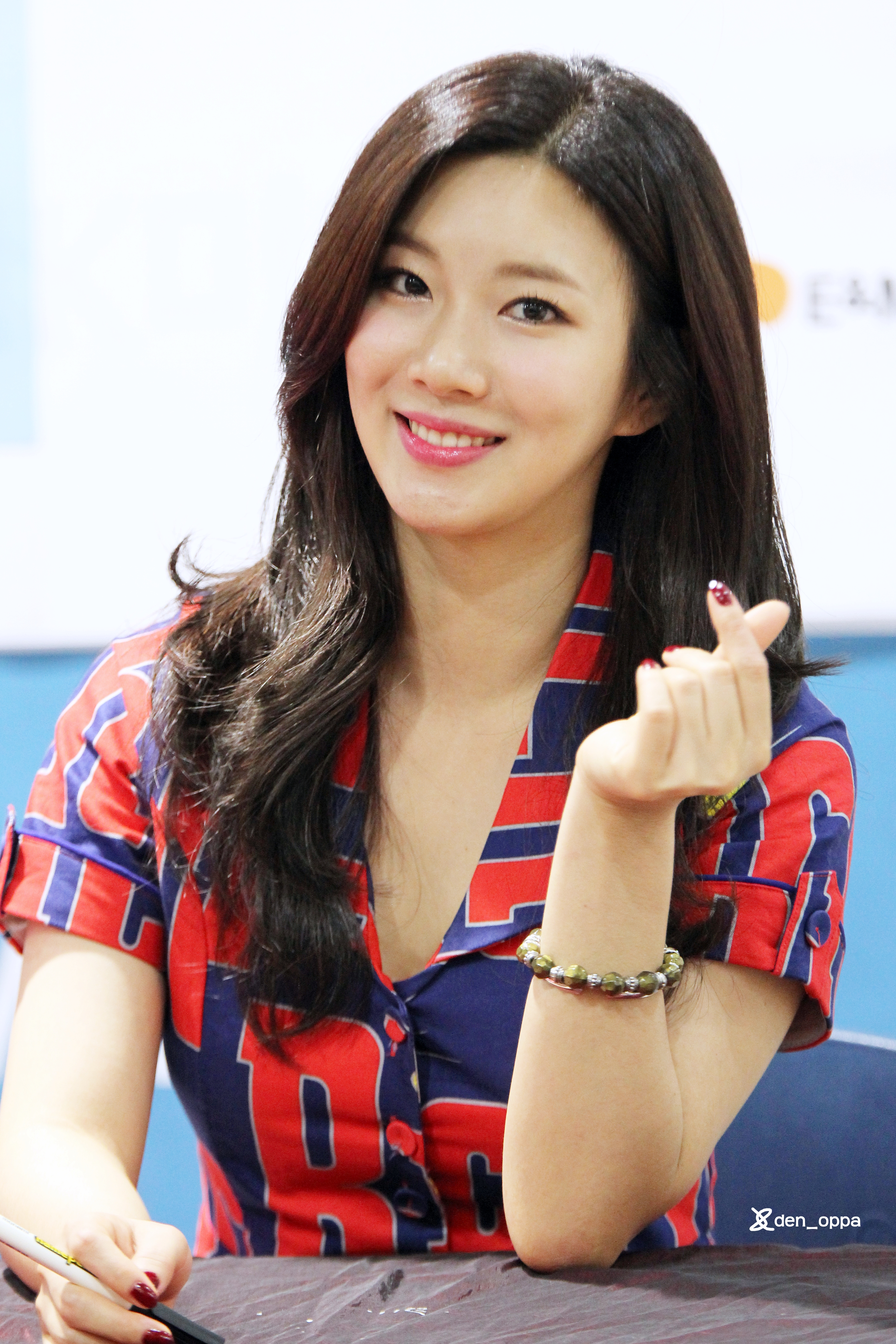
آیدل کی-پاپ در حال انجام ژست قلب انگشتی در سال ۲۰۱۵.